# Niphargus hadzii
Niphargus hadzii é uma espécie de crustáceo da família Niphargidae.
É endémica da Eslovénia.